# تپه دراو
تپه دراو یا تپه پول مربوط به دوران پیش از تاریخ ایران باستان است و در شهرستان قوچان، بخش مرکزی، روستای کردکانلو واقع شده و این اثر در تاریخ ۲۷ بهمن ۱۳۸۲ با شمارهٔ ثبت ۱۰۹۱۶ به‌عنوان یکی از آثار ملی ایران به ثبت رسیده است.